# Brian May
Sir Brian Harold May CBE (Brian May), és un guitarrista i doctor en astrofísica anglès, integrant del mític grup de rock Queen. Va néixer el dissabte 19 de juliol de 1947 a Hampton, Middlesex, una petita ciutat al sud de Londres (Anglaterra). La seva inseparable guitarra és la Red Special, que va construir ell mateix amb l'ajut del seu pare el 1963. Els seus pares es deien Harold i Ruth.

## Biografia
Brian, era un jove molt unit als seus pares, molt aviat va mostrar les seves dues grans aficions: els còmics de ciència-ficció i la guitarra, encara que el seu primer instrument va ser l'ukelele, que el seu pare tocava bastant bé. Als set anys, va rebre com regal de d'aniversari una guitarra espanyola a causa de la seva insistència a tenir una guitarra de debò. En adonar-se que la guitarra era massa gran per a ell, el jove Brian amb l'ajuda del seu pare i un xerrac, la va transformar en un instrument que podia tocar amb els seus diminuts dits. A més, utilitzant fils de coure i uns imants, va aconseguir que la seva guitarra sonés de forma similar a una veritable guitarra elèctrica
El seu talent era evident des del principi, però va decidir assenyadament continuar els seus estudis per tenir una carrera en cas que no pogués viure de la música. Va obtenir la seva llicenciatura de Ciències en l'especialitat de Física i va continuar el postgraduat treballant en Astronomia a l'Imperial College a Londres, matèria que va ensenyar durant algun temps al nivell de batxillerat. Mentre acabava els seus estudis d'astronomia, va estar treballant una temporada a Tenerife, on va realitzar dos estudis sobre pols planetària que van ser publicats a la revista Monthly Notices of the Royal Astronomical Society. Més endavant, al final dels seixanta, va formar Smile amb Tim Staffell unint-se'ls després Roger Taylor; tornant la mirada cap al passat, Brian està convençut que gran part del so de Queen es va originar amb Smile. Van arribar fins i tot a telonejar a Pink Floyd i a Yes. Brian May és sens dubte un dels millors guitarristes del món, i aquesta és també l'opinió d'Eric Clapton. "Venint d'ell, això significa molt per a mi", va dir Brian. "Eric Clapton va ser una de les persones que van tenir una influència més òbvia i important en mi. Clapton és un dels tipus que més m'ha motivat per a tocar en l'època del Crawdaddy Club, en la qual la gent escrivia "Clapton és Déu" a les parets".
L'any 1963, Brian es va adonar que amb la seva guitarra acústica no podia interpretar les cançons que escoltava a la ràdio i que tractava d'emular. Així que va decidir canviar la seva guitarra acústica per una d'elèctrica. Però en aquesta època el jove Brian no disposava de diners per a comprar-se les Gibson Les Paul, o Fender Stratocaster que hi havia al mercat. Així que amb l'ajuda del seu pare, Harold, que era enginyer electrònic, van decidir embarcar-se en un difícil projecte: fabricar-se la seva pròpia guitarra, aquest treball el van començar a l'agost del 1963 en un dormitori de la seva casa convertit a taller. La Red Special va ser la guitarra que va sortir després de setmanes de treball i ha estat un dels símbols de la seva carrera musical i de Queen.
El so característic de la Red Special, és sens dubte místic i dotat d'un gran virtuosisme. Impulsor de la "guitarra-orquestral" anomenada així per l'ús de diverses guitarres que s'escoltaven simultàniament i que imitaven diferents veus, assolint així frases contrapuntístiques en tota l'extensió musical. Aquesta va ser reverenciada per la seva bella complexitat harmònica amb la qual es podien assolir crear atmosferes i línies melòdiques omplint cada racó de la seva música sense necessitat de sintetitzadors, fins a "The Game", el 1980 i la qual es deixa veure principalment en els primers discos de Queen com "A night at the opera", del 1975.
- Va estar influenciat per: Jimi Hendrix, Jimmy Page, Jeff Beck, The Shadows, The Ventures, Eric Clapton
- Va influenciar a: Eddie Van Halen, Joe Satriani, Slash, Steve Vai, Kirk Hammett.

## Discografia

### Queen

#### Discos d'estudi
| Nom de l'àlbum       | Informació |
| -------------------- | --- |
| Queen                | - Data: 13 de juliol, 1973 - Segell discogràfic: Hollywood Records - Productors: John Anthony, Roy Thomas Baker, Queen |
| Queen II             | - Data: 8 de març, 1974 - Segell discogràfic: Hollywood Records - Productors: Robin Cable, Roy Thomas Baker, Queen     |
| Sheer Heart Attack   | - Data: 8 de novembre, 1974 - Segell discogràfic: Hollywood Records - Productors: Roy Thomas Baker, Queen              |
| A Night At The Opera | - Data: 21 de novembre, 1975 - Segell discogràfic: Hollywood Records - Productors: Roy Thomas Baker, Queen             |
| A Day at the Races   | - Data: 10 de desembre, 1976 - Segell discogràfic: Hollywood Records - Productors: Queen                               |
| News of the World    | - Data: 28 d'octubre, 1977 - Segell discogràfic: Hollywood Records - Productors: Queen, assistits per Mike Stone       |
| Jazz                 | - Data: 10 de novembre, 1978 - Segell discogràfic: Hollywood Records - Productors: Queen, Roy Thomas Baker             |
| The Game             | - Data: 30 de juny, 1980 - Segell discogràfic: Hollywood Records - Productors: Reinhold Mack, Queen                    |
| Flash Gordon         | - Data: 8 de desembre, 1980 - Segell discogràfic: Hollywood Records - Productors: Brian May, Reinhold Mack             |
| Hot Space            | - Data: 21 de maig, 1982 - Segell discogràfic: Hollywood Records - Productors: Queen, Reinhold Mack                    |
| The Works            | - Data: 27 de febrer, 1984 - Segell discogràfic: Hollywood Records - Productors: Reinhold Mack, Queen                  |
| A Kind of Magic      | - Data: 2 de juny, 1986 - Segell discogràfic: Hollywood Records - Productors: Reinhold Mack, Queen, David Richards     |
| The Miracle          | - Data: 22 de maig, 1989 - Segell discogràfic: Hollywood Records - Productors: Queen, David Richards                   |
| Innuendo             | - Data: 4 de febrer, 1991 - Segell discogràfic: Hollywood Records - Productors: Queen, David Richards                  |
| Made In Heaven       | - Data: 6 de novembre, 1995 - Segell discogràfic: Hollywood Records - Productors: Queen                                |

#### Discos en directe
| Nom de l'àlbum                   | Informació |
| -------------------------------- | --- |
| Live Killers                     | - Data: 26 de juny, 1979 - Segell discogràfic: EMI - Productors: Queen                                                         |
| Live Magic                       | - Data: 1 de desembre, 1986 - Segell discogràfic: Hollywood Records - Productors: Queen, Trip Khalaf                           |
| Live at Wembley '86              | - Data: 26 de maig, 1992 - Segell discogràfic: Hollywood Records - Productors: Queen                                           |
| Queen on Fire - Live at the Bowl | - Data: 25 d'octubre, 2004 - Segell discogràfic: Hollywood Records - Productors: Brian May, Roger Taylor, Justin Shirley-Smith |

#### Recopilacions
- Greatest Hits I (1981)
- Greatest Hits II (1991)
- Queen Rocks (1997)
- Greatest Hits III (1999)
- The Complete Works (desembre de 1985), col·lecció que conté tots els discos oficials editats fins aquella data (des de Queen fins a The Works)
- Complete Vision (desembre de 1985), recopilació de les cares B de tots els singles editats fins aquella data (des de Killer Queen fins a One Vision)

### En solitari

#### Discos d'estudi
| Any  | Títol                       | UK | US  |
| ---- | --------------------------- | -- | --- |
| 1983 | Star Fleet Project          | 35 | 125 |
| 1992 | Back to the Light           | 6  | 159 |
| 1998 | Another World               | 23 | –   |
| 2000 | Furia (Original Soundtrack) | –  | –   |

#### Discos en directe
| Any  | Títol                       | UK | US |
| ---- | --------------------------- | -- | -- |
| 1993 | Live at the Brixton Academy | 20 | –  |

### Queen+Paul Rodgers

#### Estudi
| Nom de l'àlbum          | Informació | Nom de l'àlbum   | Informació |
| ----------------------- | --- | ---------------- | --- |
| Return of the Champions | - Data: 19 de setembre, 2005 - Segell discogràfic: Hollywood Records - Productors: Joshua J. Macrae, Justin Shirley-Smith, Peter Brandt | The Cosmos Rocks | - Data: 19 de setembre, 2008 - Segell discogràfic: Hollywood Records - Productors: Brian May, Paul Rodgers, i Roger Taylor - Coproductors i enginyers: Joshua J. Macrae, Justin Shirley-Smith, i Kris Freddiksson |

## Videografia

### Amb Queen
Video en viu
| Nom de l'àlbum                            | Informació                                            |
| ----------------------------------------- | ----------------------------------------------------- |
| Queen Live in Rio                         | - Llançament: VHS 1985 - Discogràfica: EMI            |
| Queen Live in Budapest                    | - Llançament: VHS 1987 - Discogràfica: EMI            |
| Queen at Wembley                          | - Lançament: VHS 1992, DVD 2003 - Discogràfica: EMI   |
| We Are the Champions: Final Live in Japan | - Lançament: VHS 1992, DVD 2004 - Discogràfica: EMI   |
| Queen on Fire - Live at the Bowl          | - Lançament: 25 d'octubre de 2004 - Discográfica: EMI |
| Queen Rock Montreal & Live AID            | - Lançament: 29 d'octubre de 2007 - Discogràfica: EMI |

Documentals
| Documental                           | Informació        |
| ------------------------------------ | ----------------- |
| The Magic Years                      | - Lançament: 1987 |
| The Queen Phenomenon                 | - Lançament: 1995 |
| Classic Albums: A Night at the Opera | - Lançament: 2004 |

## Gires

### Amb Queen
| Any(s)    | Títol                     | Voltes | Shows | Llançaments oficials                                                             |
| --------- | ------------------------- | ------ | ----- | -------------------------------------------------------------------------------- |
| 1973-1974 | Queen I Tour              | 2      | 35    |                                                                                  |
| 1974      | Queen II Tour             | 2      | 41    |                                                                                  |
| 1974-1975 | Sheer Heart Attack Tour   | 3      | 77    |                                                                                  |
| 1975-1976 | A Night At The Opera Tour | 3      | 77    | - Un concert va ser gravat i retransmés per la BBC                               |
| 1976      | Gira d'estiu 1976         | 1      | 4     | - El concert a Hyde Park va ser gravat                                           |
| 1977      | A Day At The Races Tour   | 5      | 59    |                                                                                  |
| 1977-1978 | News Of The World Tour    | 2      | 46    |                                                                                  |
| 1978-1979 | Jazz Tour                 | 4      | 79    | - Live Killers primer disc en viu de la banda                                    |
| 1979      | Crazy Tour                | 1      | 20    | - Concerts for the People of Kampuchea LP realitzat per diversos artistes        |
| 1980-1981 | The Game Tour             | 6      | 83    | - Queen Rock Montreal (DVD i CD), We Will Rock You (VHS i DVD)                   |
| 1982      | Hot Space Tour            | 3      | 69    | - Queen on Fire - Live at the Bowl (DVD) inclou concerts a Londes, Viena i Tokyo |
| 1984-1985 | The Works Tour            | 5      | 48    | - We Are the Champions: Final Live in Japan (DVD) - Rock in Rio (VHS)            |
| 1986      | Magic Tour                | 1      | 26    | - Queen at Wembley (DVD) - Queen Live in Budapest (VHS)                          |
|           |                           |        |       |                                                                                  |

## Carrera científica

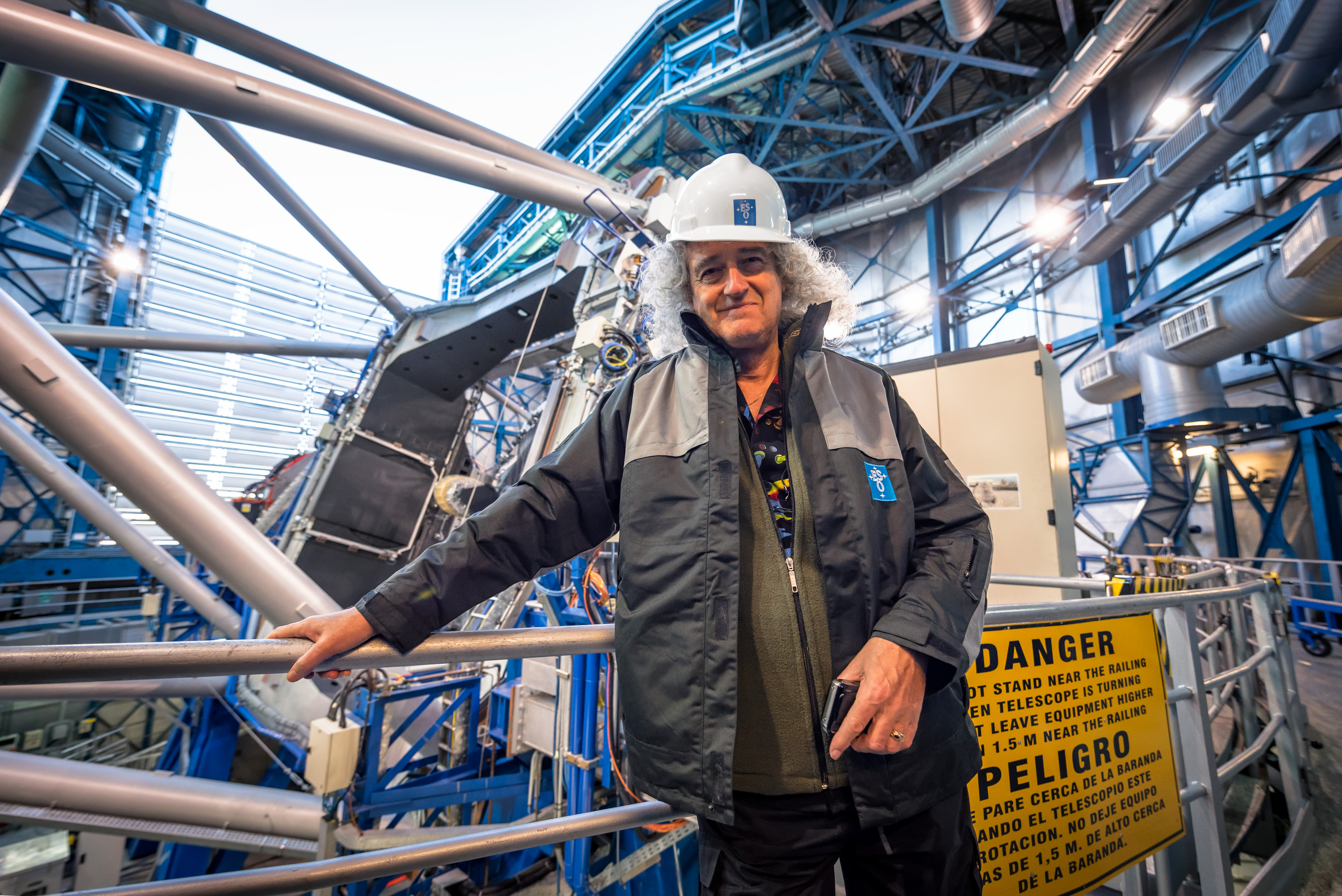
May en l'Observatori Paranal en 2015

May estudià física i matemàtiques en l'Imperial College de Londres, i es llicencià el 1968. Des de 1970 a 1974, treballà en la tesi doctoral en l'Imperial College, estudiant la llum reflectida de la pols interplanetària i la velocitat de la pols en el pla del Sistema Solar. Quan el grup Queen va aconseguir fama internacional el 1974, May abandonà el seu treball de tesi. Tanmateix aconseguí publicar dos articles d'investigació avaluats per experts com a coautor. que estan basats en les observacions que realitzà en l'Observatori del Teide en Tenerife.
Acabada l'etapa de Queen, en octubre de 2006, May tornà a registrar la tesi i l'any següent, en agost del 2007 (un any abans del previst) l'envià per a ser avaluada. A banda d'escriure tot el treball que havia fet prèviament, May va haver de revisar tots els treballs sobre pols zodiacal realitzats durant 33 anys anteriors, que incloïen el descobriment de les bandes de la pols zodiacal aconseguit pel satèl·lit de la NASA IRAS. Després de la defensa de la tesi, la tesi revisada amb el títol A Survey of Radial Velocities in the Zodiacal Dust Cloud va ser aprovada en setembre de 2007, 37 anys després d'haver-la començada. Va ser possible continuar la mateixa tesi pel fet que s'havia fet molt poca recerca sobre aquest tema durant aquests anys i que l'estudi de la pols interplanetària tornà a ser d'interés en la dècada dels anys 2000. El seu treball de tesi investigà la velocitat radial de les partícules de la pols fent ús de les modernes eines de l'espectroscòpia d'absorció i l'espectroscòpia Doppler de la llum zodiacal amb un interferòmetre de Fabry-Pérot de l'Observatori del Teide en Tenerife. El seu treball de recerca va ser dirigit inicialment per Jim Ring, Ken Reay i en les etapes finals per Michael Rowan-Robinson. May es doctorà finalment en l'acte de lliurament de l'Imperial College que tingué lloc al Royal Albert Hall el 14 de maig de 2008.

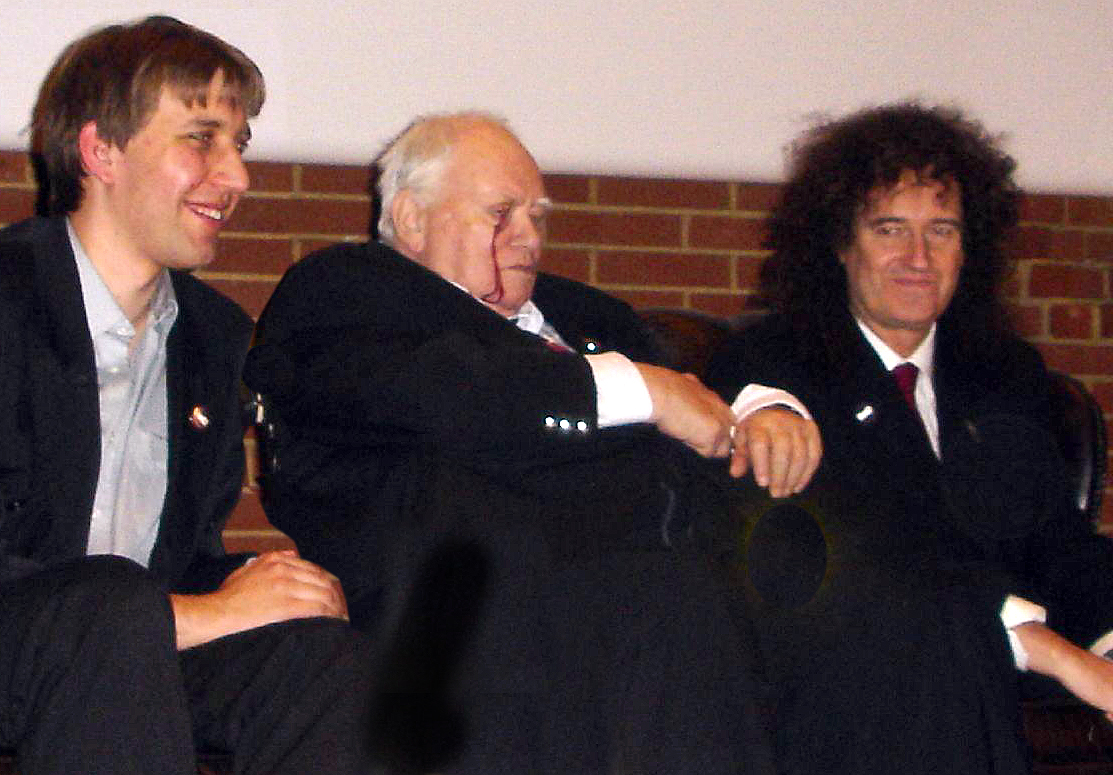
May (a la dreta) amb Patrick Moore i Chris Lintott a l'AstroFest en 2007

En 2014, May creà amb l'astronauta de l'Apollo 9 Rusty Schweickart, Danica Remy de la B612 Foundation i el cineasta alemán Grigorij Richters el dia de l'asteroide. Aquesta celebració és una campanya global de conscienciació en la que gent d'arreu del món es reuneixen per aprendre sobre asteroides i el que podem fer per protegir el nostre planeta. May va ser invitat al Festival Starmus el 2016 on també va actuar a l'escenari amb el compositor Hans Zimmer. El tema era  Més enllà de l'horitzó: un homenatge a Stephen Hawking .
Durant la conferència de premsa del 17 de juliol de 2015 arran del sobrevol de Plutó per la sonda New Horizons al Johns Hopkins Applied Physics Lab, May va ser presentat com a col·laborador de l'equip científic. Els digué a tots "Vosaltres heu inspirat el món (You have inspired the world)." Del 31 de desembre de 2018 a l'1 de gener de 2019, May va assistir a la festa d'espera per al sobrevol de l'objecte del cinturó de Kuiper, 486958 Arrokoth per la sonda New Horizons, i va interpretar una versió actualitzada de la seva cançó de celebració "New Horizons".
L'any 2019 Brian May fou premiat amb la Medalla Lawrence J. Burpee de la Reial Societat Geogràfica Canadenca per les seves contribucions destacades a l’avenç de la geografia.